# Barrage de Sidi Daoud
Pour les articles homonymes, voir Sidi Daoud.
Le barrage de Sidi Daoud ou barrage de Oued Larbaâ ou barrage de Hamrouna ou barrage de Sahel Bouberak est une retenue d'eau de la Basse Kabylie de Djurdjura (ou l'actuelle wilaya de Boumerdès en Kabylie, Algérie), qui se situe à l'ouest de la ville de Sidi Daoud, ville nodale de Kabylie, rattachée à la wilaya de Boumerdès. 
Le barrage de Sidi Daoud est l'un des 65 barrages opérationnels en Algérie alors que 30 autres sont en cours de réalisation en 2015.

## Géographie

### Localisation
Le barrage de Sidi Daoud est situé au centre de plusieurs villages à l'ouest de la ville de Sidi Daoud.

## Histoire
Puisque l'irrigation du secteur agricole autour de la plaine de Sidi Daoud dans la wilaya de Boumerdès ne concerne que 20 % des terres, plus de 80 % de la surface agricole utile que recèle la région, estimée à 60 799 ha, sont arrosés grâce aux eaux pluviales.
C'est ainsi que le barrage hydraulique de Sidi Daoud réalisé dans le but d’accroître la production agricole n’a pas été d’un grand secours pour les agriculteurs. 
Bien que cette wilaya compte 45 retenues collinaires, mais rares sont celles qui contiennent de l’eau, puisque 24 d’entre elles sont envasées et embourbées depuis plusieurs années, attendant d'être écurées et permettre aux fellahs d’irriguer leurs  champs.

## Exploitation
Le barrage de Sidi Daoud, ainsi que les autres barrages que compte la wilaya de Boumerdès, est sous-exploité pour des raisons liées principalement à l’absence de matériels et de réseaux d’irrigation.
Mais la gestion défaillante de ce barrage d’eau de la localité de Sidi Daoud est préoccupante. 
Sa capacité d’emmagasinement est estimée à 3,7 millions de m3. Cependant rares sont les paysans qui en tirent profit car cet ouvrage n'est pas doté de pompes et de transformateurs.
Les réseaux installés pour irriguer les terres agricoles des alentours sont corrodés depuis plusieurs années autour du barrage de Sidi Daoud.

## Défaillance
Les équipements mis en place après la mise en service du barrage en 1969 ont été saccagés depuis plusieurs années, et ils n’ont pas été renouvelés à cause changements successifs du mode de gestion de ces ressources hydriques.
Au début, ce barrage était géré par l’Agence nationale des barrages et transferts (ANBT) avant d’être confié en 1996 à l’Office des périmètres irrigués de Baghlia (OPIB) lequel a été dissout en 2005 à cause de l’accumulation de dettes.
Cinq ans après, en 2010, la direction de l’hydraulique de la wilaya de Boumerdès décide d’impliquer les paysans dans la gestion de ce barrage en créant une association de wilaya des irrigants et deux autres associations pour l’exploitation des eaux du barrage de Chender et du barrage de Djinet.

## Rénovation
Un retard est accumulé pour la rénovation des réseaux d’irrigation et l’aménagement des pistes autour du barrage de Sidi Daoud, et il faut remédier au problème des fuites signalées sur les conduites en installant des réducteurs de pression.

## Irrigation
La défaillance du barrage d'irrigation de Sidi Daoud est survenue dans la période où l'eau de l'Oued Sebaou est devenue très salée à cause du pillage du sable et l'avancée de l'eau de mer. 
En effet, l'eau de mer a avancé de plus de trois kilomètres dans le cours d'eau près de Sidi Daoud, en induisant l'impossibilité de l'irrigation des champs, car ce barrage de Hamrouna ne permet plus de remédier au problème en raison de l'absence de moteurs de pompage et de conduites d'irrigation.

## Aquaculture
Le plan d’eau de ce barrage est programmé pour l'ensemencement avec des milliers d'alevins.
Cette opération d’envergure vise à la promotion de l’aquaculture et de la pêche continentale au rang de "substitut par excellence" à la production halieutique, siège d’un net déclin ces dernières années.
Ce projet s'inscrit dans le cadre des efforts d’extension et de valorisation de l’élevage aquacole et de la pêche continentale.